# Algö

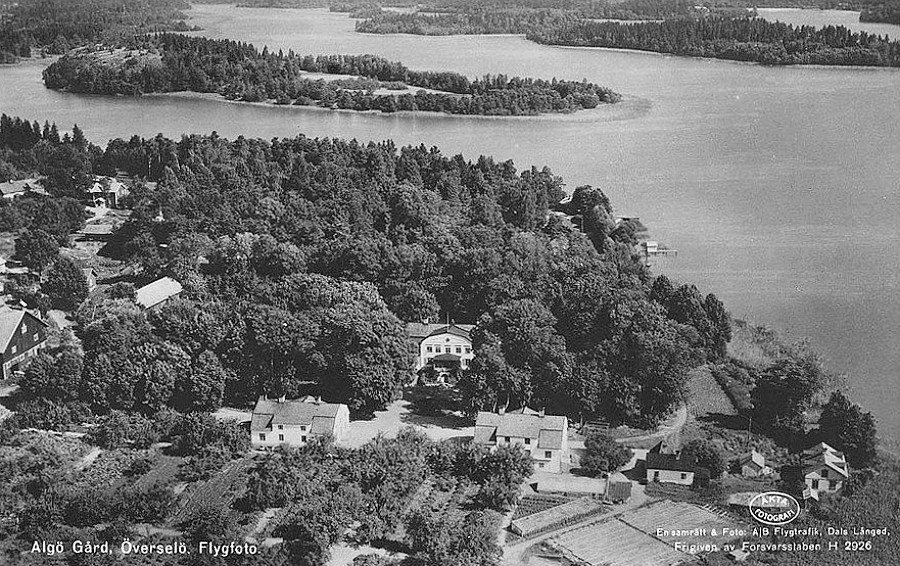
Algö gods med omgivning från luften.

Algö är ett gods i Överselö socken, Strängnäs kommun, Södermanlands län.

## Historik
Godset är beläget på Selaöns norra strand, 9 kilometer nordväst om Stallarholmen. Gården utgjordes på 1920-talet av 5 3/8 mantal, 539 hektar mark, varav 227 hektar åker, och har stora sand- och grustäkter. Den reveterade huvudbyggnaden med stomme av trä är uppförd på 1700-talet men källargrunden tros dateras till 1300-talet.
Det har uppgivits att godset skulle ha omtalats första gången 1303 som folkungagods, och skulle en tid ha tillhört hertigarna Erik och Valdemar. Enligt en oriktig uppgift i Äldre Svenska Frälsesläkter (ÄSF 1:1, sid 36) samt i Svensk Uppslagsbok, så donerades Algö 1320 till Upplandslagmannen Birger Persson till Finsta. Den donation som Birger Persson istället fick 1318 var Algö (nuvarande Ventholmen, Uppland) och Färingsö. Genomgång av jordeböckerna av både Algö/Ventholmen samt Algö/Selebo visar att Södermanlandsgodset inte hade någon koppling till folkungarna, medan Upplandsgodset ägdes av Johan Ängel vilken sålde det till kung Birger Magnusson 1303, vilken i sin tur, år 1310, donerade vidare Algö/Ventholmen. År 1318 framgick det av hertigarna Erik och Valdemars testamenten att inkomsterna från Upplandsgodset skulle användas för testamentsgåvor.  Det har även hävdats att Algö/Södermanland 1346 skulle ha kommit under Vårfruberga kloster och ha indragits vid reformationen till kronan och senare vid 1600-talets början, återkommit i enskild ägo hos släkterna Soop och Slatte. Jordeboken för Algö, Överselö socken, Selebo härad, visar dock andra ägandeförhållanden för den aktuella tidsperioden på 1300-talet. År 1365 pantsatte Lars Holmgersson (delad sköld, nedre fältet kluvet) sitt fädernesgods till Staffan Ulfsson Ulv (den äldre) och sålde Algö till den senare år 1378. Vid en rättstvist år 1409 (räfsetinget i Strängnäs), tilldömdes Staffan Ulfsson Ulvs dotterson, Mats Ödgislesson Lillie, godset - med hänvisning till köpet år 1378. Det finns inga notat i Jordeboken avseende Vårfruberga kloster.
Algö testamenterades sedermera till änkedrottning Hedvig Eleonora, som 1707 skänkte godset till greve Karl Gyllenstierna. 1856 inköptes godset av statsrådet och serafimerriddaren Ludvig Teodor Almqvist och hans hustru Eugénie Sophie Antoinette f. Björkman, vars släkt än idag äger godset. Ägare är syskonen Stephan Almqvist, Ylva Tigerhielm och Susanne Almqvist. På godset finns idag spannmålsodling, jakt och skogsbruk samt fåruppfödning. 1679 fanns vid Algö 2 st tegelslagare och 5 tegelslagardrängar som slog 100 000 tegel om året. Algö var ett s k herrgårdsbruk d v s levererade inte tegel till Stockholm i samma utsträckning som de övriga bruken i Södermanland. Bruket var åter i drift på 1820/30-talet men uppges i taxeringslängden för år 1815 vara raserat och i 1840 års längd var det inte upptaget alls. 1825 däremot har bruket åsatts taxeringsvärde och var således i drift under några år på 1820-talet. 1826 och 1830-35 levererades dock årligen tegel till Stockholm och var således i drift under denna tid.
Under 1900-talet har godsets mark utökats med främst skogsmark. I januari 2021 härjades gården av brand då ladugård, stall, fårhus, loge och spannmålstork brann ned till grunden. Släkten Almqvist är en av huvudgrenarna i Visingsösläkten Almqvist.